# Mio fratello rincorre i dinosauri (romanzo)
Mio fratello rincorre i dinosauri è un romanzo di formazione dello scrittore italiano Giacomo Mazzariol, tratto da una storia autobiografica vera, pubblicato dalla casa editrice Einaudi nel 2016. Dal romanzo è stato tratto il film Mio fratello rincorre i dinosauri (2019) diretto da Stefano Cipani.

## Storia editoriale
Il 21 marzo del 2015, in occasione della Giornata Mondiale delle persone con la sindrome di Down, l'autore, diciottenne, ha caricato su YouTube un corto intitolato The Simple Interview in cui, insieme a suo fratello, simulava un colloquio di lavoro mentre dei flashback mostravano alcuni momenti della loro vita quotidiana con l'intera famiglia. Il video, che ha come protagonista il dodicenne Giovanni affetto dalla sindrome di Down, ha ottenuto un grande successo e diversi quotidiani italiani come La Repubblica, Il Corriere della Sera e Il Fatto Quotidiano gli hanno dedicato degli articoli. Il video è stato proiettato nello spazio della Regione Veneto alla Mostra del Cinema e, visto il successo ottenuto, Giacomo Mazzariol è stato invitato in numerose scuole per raccontare la sua esperienza davanti al pubblico. La casa editrice Einaudi di conseguenza gli ha proposto di trasformare la storia in un libro: il progetto ha richiesto circa un anno di realizzazione tra cui circa sei mesi di sola scrittura. In seguito il romanzo è diventato un caso editoriale e il programma televisivo Le Iene ha fatto visita alla famiglia direttamente a Castelfranco Veneto. Inoltre, Giacomo e Giovanni sono stati invitati al talent show Tú sí que vales dove la loro esibizione ha ottenuto un grande successo. Il libro, che ha ispirato l'omonimo film del 2019, è stato tradotto in diverse lingue tra cui l’inglese, lo spagnolo, il francese, il tedesco, il finlandese, il cinese e il maltese.
Il romanzo ha ricevuto alcuni premi tra i quali:
- Premio Opera Prima al XII JOHN FANTE FESTIVAL “Il dio di mio padre”;[7][8]
- Premio Sciacca in Saggistica per la Categoria “Giovani Studiosi”.[9]

## Trama
Giacomo, soprannominato "Jack", ha cinque anni e vive con la madre Katia, il padre Davide e le sorelle Chiara e Alice. Un giorno i suoi genitori, durante un viaggio di ritorno dal consueto pranzo a casa dei nonni, gli rivelano che presto nascerà un fratellino. Giacomo è felice perché pensa che potrà avere un compagno di giochi con il quale divertirsi e chiede che il bambino venga chiamato Giovanni. I genitori gli comunicano, però, che Giovanni sarà diverso dagli altri bambini e sarà speciale; perciò durante la gravidanza della madre, Giacomo immagina che possa avere dei superpoteri.  Dopo la nascita, Giacomo ama stare con Giovanni ma alcuni dubbi lo tormentano. Alla fine scopre la verità quando sua madre lascia incautamente un libro poggiato sul comodino: Giovanni ha la sindrome di Down. Piano piano, il protagonista si rende conto che effettivamente il suo fratellino è diverso da tutti gli altri bambini incontrati fino a quel giorno, ma purtroppo non perché sia un supereroe.  Con l'adolescenza Giacomo comincia a vergognarsi della diversità di Giovanni, tanto da non parlarne con nessuno, neanche con la ragazza della quale è innamorato, Arianna. Un giorno, Giovanni è al parco quando dei bulli lo avvicinano e si prendono gioco di lui. Giacomo non riesce a difenderlo e si rende conto di non essere il fratello maggiore che avrebbe voluto essere. Questo avvenimento fa riflettere Giacomo che comincia a percepire il senso di colpa verso Giovanni. Solo allora riesce a entrare nell'universo fantasioso del fratello imparando a osservare il mondo con occhi nuovi e ammirandone la bellezza.

## Personaggi
- Giacomo "Jack": il narratore, all’inizio del romanzo ha 5 anni e racconta in prima persona la sua adolescenza e la sua storia. È il protagonista del romanzo, il fratello maggiore di Giovanni. È un adolescente alla scoperta di sé stesso, che deve fare i conti con le nuove dinamiche familiari, la sua crescita, l'amore e la scoperta del proprio futuro.
- Giovanni: il protagonista principale. È un ragazzo solare, dolce e pieno di vita ed è circondato dall'amore della sua famiglia. La sua passione più grande sono i dinosauri e crede che questi animali siano ancora presenti sulla Terra.
- Vitto: il migliore amico di Giacomo dai tempi delle elementari. È il primo a sapere di Giovanni e all’inizio anche l’unico.
- Katia e Davide: i genitori di Giacomo e Giovanni. Sono persone molto premurose e affettuose e sempre vicine ai loro figli. Sono presenti soltanto nella prima parte del libro e nel penultimo capitolo.
- Brune e Scar: i loro veri nomi sono rispettivamente Pietro e Leonardo, amici che Giacomo ha conosciuto in oratorio con i quali suona in una band. Sono tra i primi estranei a sapere di Giovanni.
- Arianna: la ragazza della quale Giacomo è innamorato fin dalle scuole medie. È uno dei pochi personaggi estranei alla famiglia che entra in contatto con Giovanni ma si trasferirà a Milano alla fine del romanzo.
- Alice: la sorella minore di Giovanni e Giacomo. È più piccola di tre anni di quest'ultimo.
- Chiara: la sorella maggiore di Giovanni e Giacomo. È più grande di due anni di quest'ultimo.

## Temi
Sono numerosi i temi trattati all'interno del romanzo che diventa così anche un romanzo di formazione:
- Disabilità e inclusione: punto focale del romanzo è la disabilità di Giovanni, il fratello minore del protagonista. Nel romanzo traspare come la sua famiglia, in particolare suo fratello Giacomo e la società affrontano e gestiscono la sua condizione.
- Famiglia: la storia racconta la vita di una famiglia con un figlio con disabilità e il modo in cui i suoi membri cercano di aiutarsi durante le sfide della vita. Mostra il grande valore che il protagonista dà alla famiglia e di come sia importante l'amore e il supporto di quest'ultima.
- Crescita e scoperta di sé stessi: Giacomo, il protagonista del romanzo, è un adolescente alla scoperta di sé stesso. La storia racconta la sua crescita, la sua consapevolezza raggiunta, le sue esperienze e le scoperte attraverso gli alti e i bassi della vita.
- Sogni e immaginazione: il romanzo tratta il tema dei sogni e dell'immaginazione. In particolare, Giovanni ha una grande passione per i dinosauri e crede che questi animali siano ancora presenti sulla Terra. La sua immaginazione e la sua passione per i dinosauri sono un'importante fonte di ispirazione per il protagonista e la sua famiglia, spinti a guardare il mondo con occhi nuovi.
- Amicizia e amore: l'amicizia è un grande punto di riferimento per il protagonista, in particolare per il rapporto che lo lega a Vitto, unica persona con la quale si confida sempre. Viene trattato il tema dell'amore, non solo quello familiare ma anche i primi amori che si provano in età adolescenziale.

## Accoglienza
Il romanzo è stato apprezzato dalla critica. In particolar modo, è stato commentato positivamente da alcuni giornalisti come Michele Smargiassi di La Repubblica e Annalena Benini per il settimanale Grazia (Mondadori). Il romanzo è stato elogiato per la sua capacità di affrontare temi complessi come la disabilità, l'inclusione e la famiglia con delicatezza ma allo stesso tempo, con una semplicità non superficiale che accompagna il racconto in modo commovente. Molti critici hanno giudicato positivamente la narrazione di Mazzariol per la sua capacità di coinvolgere i lettori, trasmettere emozioni autentiche e offrire una prospettiva fresca e originale sulla vita dei giovani con disabilità, sulle sfide che devono affrontare e sulla crescita. Mio fratello rincorre i dinosauri è stato accolto positivamente anche dal pubblico, diventando in poco tempo uno dei romanzi italiani che più ha fatto emozionare i lettori di ogni età.

## Adattamento cinematografico
Il romanzo ha ispirato la realizzazione del film Mio fratello rincorre i dinosauri diretto da Stefano Cipani uscito al cinema nel 2019 e distribuito da Eagle Pictures con Alessandro Gassman, Isabella Ragonese e Francesco Gheghi. Il film ha incassato 2,5 milioni di euro.

## Edizioni
- Mio fratello rincorre i dinosauri, Einaudi (Stile Libero Extra), 2016,  p. 176, ISBN 978-8806229528.
- (EN) El meu germà persegueix dinosaures: La història d'en Giovanni, un nen amb un cromosoma de més, Nube de Tinta, 2017,  p. 176, ISBN 978-8416588404.
- (ES) Mi hermano persigue los dinosaurios, Nube de Tinta, 2017,  p. 176, ISBN 9788416588190.
- (ES) Mi hermano persigue los dinosaurios, Nube de Tinta, 2023,  p. 224, ISBN 978-8418050664.
- (FR) Mon frère chasse le dinosaures, Slatkine&Cie, 2022, ISBN 978-2889441938.
- (DE) Mio fratello rincorre i dinosauri, Klett Sprachen GmbH, 2020, ISBN 978-3125659056.
- (DE) Mein Bruder, der Superheld: Vom Leben mit Giovanni, der ein Chromosom mehr hat, Piper Verlag GmbH, 2017,  p. 208, ISBN 978-3492060837.
- (FI) Veljeni, supersankari, Impromptu Kustannus, 2018,  p. 200, ISBN 978-9526907130.
- (ZH) My Brother Runs After Dinosaurs (Chinese Edition), 湖南文艺出版社, 2018, ISBN 978-7540488130.